# Wipeout 2048
Wipeout 2048 (stylisé wipEout 2048) est un jeu vidéo de course futuriste développé par SCE Studio Liverpool et édité par Sony Computer Entertainment en 2012 exclusivement sur PlayStation Vita.

## Synopsis
L'action se déroule en 2048, peu après la découverte de Pierre Belmondo sur le « générateur anti-gravité », datant de 2038. Les courses antigravité naissent peu-après, créant le CCA (Championnat de Course Antigravité) organisé par Pir-Hana. Cinq écuries s'affrontent alors sur les circuits fraîchement construits de Nova State City.

## Système de jeu

### Équipes
Les saisons 2048 à 2050 accueillent cinq équipes.
Auricom
Équipe dirigée par Delia Flaubert (ancienne employée d'AG Systems), l'écurie a comme pilotes Arial Tetsuo, Anastatia et B.J., un ancien pilote de chasse reconverti dans les courses AG. Elle vise l’excellence dans cette nouvelle discipline sportive. Son rival principal est Quirex Industries, dont son directeur, Holst NcQuenn, est un ancien collègue.
AG Systems
Cette équipe était à l'origine la branche commerciale de la Fondation Européenne pour la Recherche AntiGravité (FERAG). Basée principalement au Japon, la société est formée d'une majorité de chercheurs Japonais, malgré un fort héritage européen. Elle est sous les commandements du pionnier de l'anti-gravité, Pierre Belmondo, les pilotes d'AG Systems comprennent John Dekka, Daniel Chang et Nana San. Son vaisseau présentant d'énormes qualités de manœuvrabilité, AG Systems se présence comme un concurrent redoutable à l’affût de la première place.
Feisar
L'écurie Feisar est établie sous le contrôle de la FERAG, après l'acquisition d'AG Systems par le Japon. Elle est gérée par con conglomérat de nations européennes et comprend de multiples bases opérationnelles, situées dans douze territoires différents. Ses pilotes (Paul Jackson, Sophie de la Rent et Ami Nakajima) passent environ trois semaines dans chaque base. Même si la société n'a pas réussi à recruter Pierre Belmondo, toujours fidèle à AG Systems, elle compte tout de même techniciens et mécanos talentueux venant de cette même société.
Pir-Hana (ou Pirhana)
Cette équipe fait parler d'elle, ou plus précisément de ses origines dans la course AG. La véritable raison de sa participation reste encore en débat au CCA. Certains pensent d'une création de l'équipe par l'armée, d'autres pensent à des relations avec des sports concurrents. Dans tous les cas, personne ne peut remettre en cause la contribution de cette équipe dans la Course Anti-Gravité.
Néanmoins Pir-Hana a créé la FA (Fédération Antigravité) et organisé le championnat CCA de 2048. Pirhana a également fourni les aérofreins utilisés sur les circuits de Nova State City. C'en est même devenu son slogan : "Le seul moyen de s'arrêter".
Qirex
Qirëж est l'équipe Russe de la CCA. Après ses débuts dans les courses AG, elle a été contactée par Holst McQueen pour devenir le dirigeant de l'équipe. Son principal rival est Auricom, dirigée par une ancienne collègue d'AG Systems, Delia Flaubert.
McQueen est considéré comme un opportuniste par ses anciens collègues. Il a saisi l'occasion de former sa propre équipe après avoir découvert que Delia était aux commandes d'Auricom Research. Ses pilotes comprennent Arian Tetsuo, la sœur jumelle d'Arial Tetsuo (pilote AG Systems), le talentueux Kel Solaar et Kurlov, vétéran des courses AG de rue.

### Circuits
Tous les circuits sont situés à Nova State City.
Unity Square
Le circuit passe dans la ville même de Nova State, longeant un parc et un lac avant de revenir avec vitesse sur la ligne de départ.
Queens Mall
Ce circuit au dénivelé assez faible propose de tourner autour des grands buildings de la ville. Malgré la grande vitesse qu'il offre, les virages sont serrés et en classes rapides, il est nécessaire de faire attention aux virages 3 à 5.
Metro Park
Le circuit est assez proche de celui du Unity Square, géographiquement proche aussi, d'ailleurs à certains endroits du circuit, en dessous on peut le voir. Il chemine donc à travers le park.
Capital Reach
La série de bosses de ce circuit en fait l'endroit idéal pour s'entrainer aux tonneaux. Le circuit en lui-même permet d'aller vite, certains virages sont plus bruts que d'autres.
Empire Climb
Le circuit possède la plus grande montée antigrav de tout Nova State City.
Downtown
Ce circuit parcourt tout le sous-sol de Nova State City. Il est réservé aux pilotes expérimentés à cause de ses virages et bifurcations, faites attention au demi-tour !
Subway
Ce circuit traverse le quartier industriel de la ville, il est célèbre pour ses irrégularités.
Altima
Ce circuit contourne les montagnes, offrant une magnifique vue. mais faites attention aux virages très serrés ! 
Sol
C'est en l'air que ce circuit vous emmène. ne vous laissez pas distraire par les nuages et la vue aérienne de la ville, car il est recommandé de regarder la piste... 

## Bande Son
La bande son de Wipeout 2048 consiste en un total de 14 morceaux réalisés par des artistes internationaux. La plupart des musiques proviennent des anciens opus et ont été remixées ou retravaillées.
- Anile - Change of Direction (Wipeout mix)
- Camo & Krooked - Breezeblock (Wipeout mix)
- The Chemical Brothers - Electronic Battle Weapon 3
- deadmau5 - Some Chords (Wipeout edit)
- Dirtyloud - School of Funk
- DJ Fresh ft. Sian Evans - Louder (Drumsound & Bassline Smith Mix)
- The Future Sound of London - We Have Explosive (2011 rebuild) Wipeout edit
- Kraftwerk - Tour de France 2003 (Wipeout edit)
- Noisia - Regurgitate (Wipeout 2048 Edit)
- Orbital - P.E.T.R.O.L (Final Drop Mix)
- Orbital - Beelzedub
- The Prodigy - Invaders Must Die (Liam H re-amped mix)
- Rockwell - BTKRSH (Wipeout edit)
- Underworld - Kittens (Will Saul & Tam Cooper Remix)